# Блажевич, Владислав Михайлович
Владисла́в Миха́йлович Блаже́вич (3 [15] августа 1881, хутор Трегубовка, Катынская волость, Смоленская губерния — 10 апреля 1942, Москва) — русский и советский тромбонист, тубист, педагог, дирижёр, композитор, профессор Московской консерватории.

## Биография

### Исполнительская деятельность
С 12 лет играл в военном оркестре в Смоленске, в 1900 году поступил в Московскую консерваторию в класс тромбона Христофора Борка. Окончив консерваторию в 1905 году, стал солистом оркестра Большого театра, где работал до 1928 года. С 1920 преподавал в консерватории, в 1922—1932 — активный участник Персимфанса. В 1926 году - организатор и первый руководитель духового оркестра Особого Вооруженного Отряда Охраны Путей Сообщения НКПС СССР, который был укомплектован стрелками Отряда, имеющими собственные инструменты. 
Блажевич основал в консерватории военно-капельмейстерский класс (позднее — Факультет военных дирижёров), а также создал и возглавил Государственный духовой оркестр СССР (1937—1939). В 1930-е годы преподавал также в Гнесинском училище.

### Педагогическая деятельность
Блажевич считается одним из основоположников отечественной школы игры на тромбоне и тубе. Среди его учеников — выдающиеся советские тромбонисты послевоенной поры, в том числе Владимир Щербинин.

### Композиторская деятельность
Автор многочисленных этюдов, ряда концертных сочинений для тромбона, тубы и духового оркестра, а также неоднократно переиздававшихся впоследствии школ для духовых инструментов.
Умер в 1942 году. Похоронен на Введенском кладбище (10 уч.).

## Память о Блажевиче
Именем Владислава Блажевича была названа основанная в 1980 году Московская городская детская музыкальная школа духовых и ударных инструментов № 80.

## Семья
Жена — Берта Романовна Блажевич (в девичестве Рейзен), артистка миманса, сестра актрисы Раисы Романовны Рейзен и балерины, заслуженной артистки РСФСР Марии Романовны Рейзен (1893—1969). 

## Сочинения

### Музыкальные произведения
- 2 увертюры
- 13 концертов для тромбона и фортепиано (1934—1940)
- Скерцо для трубы и фортепиано
- Музыкальный экспромт для 12 тромбонов или 10 тромбонов и 2 туб[4]
- 10 маршей, в том числе «Концертный марш» (1934)
- Сюиты, Квартеты, Вальсы и др.

### Методические работы
- «Школа для раздвижного тромбона» (1924)
- «Школа коллективной игры для духового оркестра» (1935)
- «Школа развития легато на цуг-тромбоне» (1938)
- «Школа для тубы» (1943)